# 4406 Малер
4406 Малер (4406 Mahler) — астероїд головного поясу, відкритий 22 грудня 1987 року.
Тіссеранів параметр щодо Юпітера — 3,193.